# Alamo Bowl 2020
Match précédent Match suivant
L'Alamo Bowl 2020 est un match de football américain de niveau universitaire joué après la saison régulière de 2020, le 29 décembre 2020 au Alamodome de San Antonio dans l'État du Texas aux États-Unis. 
Il s'agit de la 28e édition de l'Alamo Bowl.
Le match met en présence l'équipe des Longhorns du Texas issue de la Big 12 Conference et l'équipe des Buffaloes du Colorado issue de la Pacific-12 Conference.
Il a débuté à 21 heures locales et a été retransmis à la télévision par ESPN.
Sponsorisé par la société Valero Energy, le match est officiellement dénommé le 2020 Valero Alamo Bowl. 
Texas gagne le match sur le score de 55 à 23.

## Présentation du match
Il s'agit de la 19e première rencontre entre ces deux équipes, Texas menant les statistiques avec 11 victoires contre 7 pour Colorado.
| Équipes                                                                                         | Conférences | Entraîneurs       | Stats. saison rég. | Classements avant le bowl | Classements avant le bowl | Classements avant le bowl |
| ----------------------------------------------------------------------------------------------- | ----------- | ----------------- | ------------------ | ------------------------- | ------------------------- | ------------------------- |
| Équipes                                                                                         | Conférences | Entraîneurs       | Stats. saison rég. | CFP                       | AP                        | Coaches                   |
| Longhorns du Texas                                                                              | B12         | Tom Herman (en)   | 6 - 3              | no 20                     | no 20                     | no 24                     |
| Buffaloes du Colorado                                                                           | Pac-12      | Karl Dorrell (en) | 4 - 1              | NC                        | NC                        | NC                        |
| - Arbitre : Marc Curles (SEC) - Équipe donnée favorite par les bookmakers : Texas par 12 points |             |                   |                    |                           |                           |                           |

### Longhorns du Texas
Avec un bilan global en saison régulière de 6 victoires et 3 défaites (5-3 en matchs de conférence), Texas est éligible et accepte l'invitation pour participer au Alamo Bowl de 2020.
Ils terminent 3e de la Big 12 Conference derrière no 6 Oklahoma et no 10 Iowa State.
À l'issue de la saison 2020 (bowl non compris), ils seront classés # 20 aux classements CFP et AP et # 24 au classement Coaches.
À  l'issue de la saison 2020 (bowl compris), ils seront classés # 19 au classement AP et # 20 au classement Coaches, le classement CFP n'étant pas republié après les bowls.
C'est leur 5e participation au Alamo Bowl :
| Saisons | Dates            | Vainqueurs   | Scores  | Finalistes         | Bilan     |
| ------- | ---------------- | ------------ | ------- | ------------------ | --------- |
| 2019    | 31 décembre 2019 | Texas        | 38 - 10 | no 12 Utah         | V : 3 - 1 |
| 2013    | 30 décembre 2013 | no 10 Oregon | 20 - 07 | Texas              | D : 2 - 1 |
| 2012    | 29 décembre 2012 | no 23 Texas  | 31 - 27 | no 13 Oregon State | V : 2 - 0 |
| 2006    | 30 décembre 2006 | no 18 Texas  | 26 - 24 | Iowa               | V : 1 - 0 |

| Postes      | Joueurs           | Statistiques                                                      |
| ----------- | ----------------- | ----------------------------------------------------------------- |
| Quarterback | Sam Ehlinger (en) | 184/306 passes réussies pour 2 406 yards, 25 TDs, 5 interceptions |
| Coureur     | Bijan Robinson    | 76 courses pour 520 yards nets gagnés et 3 TDs                    |
| Receveur    | Brennan Eagles    | 28 réceptions pour 469 yards et 5 TDs                             |

### Buffaloes du Colorado
Avec un bilan global en saison régulière de 4 victoires et 1 défaites (3-1 en matchs de conférence), Colorado est éligible et accepte l'invitation pour participer au Alamo Bowl de 2020.
Ils terminent 2e de la South Division de la Pacific-12 Conference derrière no 17 USC.
À l'issue de la saison 2020, n'apparaissent pas dans les classements CFP, AP et Coaches.
C'est leur 3e participation au Alamo Bowl :
| Saisons | Dates            | Vainqueurs           | Scores  | Finalistes     | Bilan     |
| ------- | ---------------- | -------------------- | ------- | -------------- | --------- |
| 2016    | 29 décembre 2016 | no 12 Oklahoma State | 38 - 08 | no 10 Colorado | D : 0 - 2 |
| 2002    | 28 décembre 2002 | Wisconsin            | 31OT28  | no 14 Colorado | D : 0 - 1 |

| Postes      | Joueurs              | Statistiques                                                    |
| ----------- | -------------------- | --------------------------------------------------------------- |
| Quarterback | Sam Noyer            | 80/137 passes réussies pour 1 000 yards, 6 TDs, 5 interceptions |
| Coureur     | Jarek Broussard (en) | 129 courses pour 813 yards nets gagnés et 3 TDs                 |
| Receveur    | Dimitri Stanley      | 16 réceptions pour 249 yards et 1 TDs                           |